# Jonas Brothers World Tour 2009
Die Jonas Brothers World Tour 2009 war die sechste Tour der amerikanischen Band Jonas Brothers, bei der diese als Headliner in Erscheinung trat. Die Konzert-Tour ging von Mai bis Dezember 2009 und beinhaltete insgesamt 86 Shows. Auf der Tour spielte die Band erstmals auch als Headliner in Europa.

## Hintergrund und Wissenswertes
Die Tour beinhaltete 86 Konzerte, die in Südamerika, Europa, Nordamerika und der Karibik stattfanden. Mithilfe der Tour wurde das vierte Studioalbum der Band, Lines, Vines and Trying Times, promotet, welches am 16. Juni 2009 in Amerika veröffentlicht wurde. Die Tour ist mit 69,8 Mio. Dollar die siebtumsatzstärkste Tour in Nordamerika des Jahres 2009 gewesen.

## Vorgruppen
- Demi Lovato (Südamerika, Europa, Überraschungsgast in Toronto)
- Jordin Sparks (Nordamerika, Mexiko)
- Wonder Girls (Nordamerika)
- Honor Society (Nordamerika)
- Jacopo Sarno (Italien)
- Valerius (Niederlande, Belgien, Irland, Frankreich)
- Banda Cine (Brasilien)
- Bocatabú (Dominikanische Republik)
- The Dolly Rockers
- Marilanne (Venezuela)
- Margarita Perez (Panama)
- Tuxido (Nordamerika Teil 2: Mexiko)
- Everlife (Überraschungsgast in Nashville)
- Jessie James (ausgewählte Konzerte in Südamerika)
- McFly (Überraschungsgast in London)
- Miley Cyrus (Überraschungsgast in Dallas)
- Girls Can’t Catch (Europa Teil 2: England)
- Joy Mendy (Überraschungsgast in London)

### Setlist der Vorgruppen

#### Demi Lovato
| #   | Titel                |
| --- | -------------------- |
| 1.  | „La La Land“         |
| 2.  | „Gonna Get Caught“   |
| 3.  | „Until You’re Mine“  |
| 4.  | „Trainwreck“         |
| 5.  | „Party“              |
| 6.  | „Two Worlds Collide“ |
| 7.  | „Catch Me“           |
| 8.  | „On The Line“        |
| 9.  | „Don’t Forget“       |
| 10. | „Remember December“  |
| 11. | „Here We Go Again“   |
| 12. | „Get Back“           |

#### Jordin Sparks
| #  | Titel                         |
| -- | ----------------------------- |
| 1. | „One Step at a Time“          |
| 2. | „Young and In Love“           |
| 3. | „Walking On Snow“             |
| 4. | „S.O.S. (Let the Music Play)“ |
| 5. | „Tattoo“                      |
| 6. | „No Air“                      |
| 7. | „Battlefield“                 |

#### Wonder Girls
| #  | Titel     |
| -- | --------- |
| 1. | „Nobody“  |
| 2. | „Tell Me“ |

#### Honor Society
| #  | Titel                |
| -- | -------------------- |
| 1. | „Over You“           |
| 2. | „Nobody Has To Know“ |
| 3. | „See U In The Dark“  |
| 4. | „Full Moon Crazy“    |
| 5. | „Where Are You Now“  |

#### Jacopo Sarno
| #  | Titel                  |
| -- | ---------------------- |
| 1. | „Anche a Primavera“    |
| 2. | „E’ Tardi“             |
| 3. | „In Ogni Attimo“       |
| 4. | „Non So Volare“        |
| 5. | „Vent’anni“            |
| 6. | „Ho Voglia di Vederti“ |

## Setlist

### Südamerika
| #   | Titel                          |
| --- | ------------------------------ |
| 1.  | „That’s Just the Way We Roll“  |
| 2.  | „Shelf“                        |
| 3.  | „Hold On“                      |
| 4.  | „BB Good“                      |
| 5.  | „Goodnight and Goodbye“        |
| 6.  | „Video Girl“                   |
| 7.  | „Gotta Find You“               |
| 8.  | „This Is Me“                   |
| 9.  | „A Little Bit Longer“          |
| 10. | „Paranoid“                     |
| 11. | „Lovebug“                      |
| 12. | „Tonight“                      |
| 13. | „Year 3000“                    |
| 14. | „When You Look Me in the Eyes“ |
| 15. | „Play My Music“                |
| 16. | „S.O.S.“                       |
| 17. | „Burnin’ Up“                   |

### Europa (Juni)
| #   | Titel                                                        |
| --- | ------------------------------------------------------------ |
| 1.  | „Paranoid“                                                   |
| 2.  | „Poison Ivy“                                                 |
| 3.  | „Shelf“                                                      |
| 4.  | „Hold On“                                                    |
| 5.  | „BB Good“                                                    |
| 6.  | „Play My Music“                                              |
| 7.  | „That’s Just the Way We Roll“                                |
| 8.  | „Much Better“                                                |
| 9.  | „Fly with Me“                                                |
| 10. | „Gotta Find You“                                             |
| 11. | „This Is Me“                                                 |
| 12. | „A Little Bit Longer“                                        |
| 13. | „I’m Gonna Getcha Good“                                      |
| 14. | „Turn Right“                                                 |
| 15. | „Still In Love with You“                                     |
| 16. | „Tonight“                                                    |
| 17. | „Year 3000“                                                  |
| 18. | „When You Look Me in the Eyes“                               |
| 19. | „Hello Beautiful“                                            |
| 20. | „World War III“                                              |
| 21. | „Lovebug“                                                    |
| 22. | „Burnin’ Up“                                                 |
| 23. | Zugabe: 1. „Before the Storm“ 2. „Live to Party“ 3. „S.O.S.“ |

### Nordamerika Version 1
| #   | Titel                                                             |
| --- | ----------------------------------------------------------------- |
| 1.  | „Paranoid“                                                        |
| 2.  | „Poison Ivy“                                                      |
| 3.  | „Live to Party“                                                   |
| 4.  | „Play My Music“                                                   |
| 5.  | „That’s Just The Way We Roll“                                     |
| 6.  | „Fly With Me“                                                     |
| 7.  | „A Little Bit Longer“                                             |
| 8.  | „Much Better“                                                     |
| 9.  | „Year 3000“                                                       |
| 10. | „Tonight“                                                         |
| 11. | „Gotta Find You“                                                  |
| 12. | „Turn Right“                                                      |
| 13. | „When You Look Me In The Eyes“                                    |
| 14. | „Don’t Close The Book“ (bei einigen Konzerten, mit Honor Society) |
| 15. | „Sweet Caroline“ (Neil Diamond Cover)                             |
| 16. | „Hold On“                                                         |
| 17. | „BB Good“                                                         |
| 18. | „World War III“                                                   |
| 19. | „Battlefield“ (Duett mit Jordin Sparks)                           |
| 20. | „Lovebug“                                                         |
| 21. | „S.O.S.“                                                          |
| 22. | „Burnin’ Up“                                                      |

### Nordamerika Version 2
| #   | Titel                                                                     |
| --- | ------------------------------------------------------------------------- |
| 1.  | „Paranoid“                                                                |
| 2.  | „That’s Just The Way We Roll“                                             |
| 3.  | „Poison Ivy“                                                              |
| 4.  | „Hold On“                                                                 |
| 5.  | „Play My Music“                                                           |
| 6.  | „Fly With Me“                                                             |
| 7.  | „Black Keys“/„A Little Bit Longer“                                        |
| 8.  | „Much Better“                                                             |
| 9.  | „Year 3000“                                                               |
| 10. | „I Gotta Feeling“ (Black Eyed Peas Cover, geht über in den nächsten Song) |
| 11. | „Tonight“                                                                 |
| 12. | „Gotta Find You“                                                          |
| 13. | „This Is Me“ (mit Demi Lovato, Special Guest in Toronto)                  |
| 14. | „Turn Right“                                                              |
| 15. | „When You Look Me In The Eyes“                                            |
| 16. | „Sweet Caroline“ (Neil Diamond Cover)                                     |
| 17. | „Live to Party“                                                           |
| 18. | „BB Good“                                                                 |
| 19. | „World War III“                                                           |
| 20. | „Battlefield“ (zusammen mit Jordin Sparks)                                |
| 21. | „Lovebug“                                                                 |
| 22. | „S.O.S.“                                                                  |
| 23. | „Burnin’ Up“                                                              |

### Europa (Herbst)
Zu Beginn der Show:
- Bounce (nicht live)
- We Will Rock You (um die Jonas Brothers anzukündigen)

| #   | Titel                                                                     |
| --- | ------------------------------------------------------------------------- |
| 1.  | „Paranoid“                                                                |
| 2.  | „That’s Just The Way We Roll“                                             |
| 3.  | „Poison Ivy“                                                              |
| 4.  | „Hold On“                                                                 |
| 5.  | „Play My Music“                                                           |
| 6.  | „Fly With Me“                                                             |
| 7.  | „Black Keys“/„A Little Bit Longer“                                        |
| 8.  | „Much Better“                                                             |
| 9.  | „Year 3000“                                                               |
| 10. | „I Gotta Feeling“ (Black Eyed Peas Cover, geht über in den nächsten Song) |
| 11. | „Tonight“                                                                 |
| 12. | „Gotta Find You“                                                          |
| 13. | „Turn Right“                                                              |
| 14. | „When You Look Me In The Eyes“                                            |
| 15. | „Sweet Caroline“ (Neil Diamond Cover)                                     |
| 16. | „Video Girl“                                                              |
| 17. | „BB Good“                                                                 |
| 18. | „Still In Love With You“                                                  |
| 19. | „Lovebug“                                                                 |
| 20. | „S.O.S.“                                                                  |
| 21. | „Burnin’ Up“                                                              |

### Karibik
Zu Beginn der Show:
- Bounce (nicht live)
- We Will Rock You (um die Jonas Brothers anzukündigen)

| #   | Titel                                                       |
| --- | ----------------------------------------------------------- |
| 1.  | „Paranoid“                                                  |
| 2.  | „That’s Just The Way We Roll“                               |
| 3.  | „Poison Ivy“                                                |
| 4.  | „Hold On“                                                   |
| 5.  | „Play My Music“                                             |
| 6.  | „Just Friends“                                              |
| 7.  | „Fly With Me“                                               |
| 8.  | „Black Keys“/„A Little Bit Longer“                          |
| 9.  | „Shelf“                                                     |
| 10. | "Year 3000                                                  |
| 11. | „Gotta Find You“                                            |
| 12. | „Can’t Have You“                                            |
| 13. | „Before the Storm“ (ohne Miley Cyrus)                       |
| 14. | „Video Girl“                                                |
| 15. | „Pushin’ Me Away“                                           |
| 16. | „BB Good“                                                   |
| 17. | „Lovebug“                                                   |
| 18. | „When You Look Me In The Eyes“                              |
| 19. | „S.0.S.“                                                    |
| 20. | „Burnin’ Up“ (mit ihrem Bodyguard Robert „Big Rob“ Feggans) |

## Konzerte

### Durchgeführte Konzerte
| Datum             | Stadt                | Land                    | Veranstaltungsort                       |  |
| ----------------- | -------------------- | ----------------------- | --------------------------------------- |  |
| Südamerika        |                      |                         |                                         |  |
| 18. Mai 2009      | Lima                 | Peru                    | Estadio Nacional                        |  |
| 19. Mai 2009      | Lima                 | Peru                    | Estadio Nacional                        |  |
| 20. Mai 2009      | Santiago de Chile    | Chile                   | Club Hipico de Santiago                 |  |
| 21. Mai 2009      | Buenos Aires         | Argentinien             | River Plate Stadion                     |  |
| 23. Mai 2009      | Rio de Janeiro       | Brasilien               | Sambódromo                              |  |
| 24. Mai 2009      | São Paulo            | Brasilien               | Estádio do Morumbi                      |  |
| Europa            |                      |                         |                                         |  |
| 13. Juni 2009     | Madrid               | Spanien                 | Palacio de Deportes                     |  |
| 14. Juni 2009     | Paris                | Frankreich              | Zénith                                  |  |
| 15. Juni 2009     | London               | England                 | Wembley Arena                           |  |
| Nordamerika       |                      |                         |                                         |  |
| 20. Juni 2009     | Dallas               | Vereinigte Staaten      | Cowboys Stadium                         |  |
| 22. Juni 2009     | Tulsa                | Vereinigte Staaten      | BOK Center                              |  |
| 24. Juni 2009     | Denver               | Vereinigte Staaten      | Pepsi Center                            |  |
| 26. Juni 2009     | Nampa                | Vereinigte Staaten      | Ford Idaho Center                       |  |
| 27. Juni 2009     | Portland             | Vereinigte Staaten      | Rose Garden Arena                       |  |
| 28. Juni 2009     | Tacoma               | Vereinigte Staaten      | Tacoma Dome                             |  |
| 29. Juni 2009     | Vancouver            | Kanada                  | General Motors Place                    |  |
| 30. Juni 2009     | Vancouver            | Kanada                  | General Motors Place                    |  |
| 2. Juli 2009      | Edmonton             | Kanada                  | Rexall Place                            |  |
| 4. Juli 2009      | Provo                | Vereinigte Staaten      | Stadium of Fire                         |  |
| 5. Juli 2009      | Winnipeg             | Kanada                  | MTS Centre                              |  |
| 7. Juli 2009      | Omaha                | Vereinigte Staaten      | Qwest Center                            |  |
| 8. Juli 2009      | Minneapolis          | Vereinigte Staaten      | Target Center                           |  |
| 9. Juli 2009      | Milwaukee            | Vereinigte Staaten      | Bradley Center                          |  |
| 10. Juli 2009     | Rosemont             | Vereinigte Staaten      | Allstate Arena                          |  |
| 11. Juli 2009     | Rosemont             | Vereinigte Staaten      | Allstate Arena                          |  |
| 13. Juli 2009     | Washington, D.C.     | Vereinigte Staaten      | Verizon Center                          |  |
| 14. Juli 2009     | East Rutherford      | Vereinigte Staaten      | Izod Center                             |  |
| 15. Juli 2009     | East Rutherford      | Vereinigte Staaten      | Izod Center                             |  |
| 17. Juli 2009     | Boston               | Vereinigte Staaten      | TD Garden                               |  |
| 18. Juli 2009     | Boston               | Vereinigte Staaten      | TD Garden                               |  |
| 19. Juli 2009     | Hempstead (New York) | Vereinigte Staaten      | Nassau Veterans Memorial Coliseum       |  |
| 20. Juli 2009     | Hempstead (New York) | Vereinigte Staaten      | Nassau Veterans Memorial Coliseum       |  |
| 21. Juli 2009     | Hempstead (New York) | Vereinigte Staaten      | Nassau Veterans Memorial Coliseum       |  |
| 23. Juli 2009     | Philadelphia         | Vereinigte Staaten      | Wells Fargo Center                      |  |
| 24. Juli 2009     | Philadelphia         | Vereinigte Staaten      | Wells Fargo Center                      |  |
| 25. Juli 2009     | Pittsburgh           | Vereinigte Staaten      | Mellon Arena                            |  |
| 26. Juli 2009     | Detroit              | Vereinigte Staaten      | Palace of Auburn Hills                  |  |
| 28. Juli 2009     | St. Louis            | Vereinigte Staaten      | Scottrade Center                        |  |
| 29. Juli 2009     | Kansas City          | Vereinigte Staaten      | Sprint Center                           |  |
| 31. Juli 2009     | Monterrey            | Mexiko                  | Arena Monterrey                         |  |
| 1. August 2009    | Las Vegas            | Vereinigte Staaten      | Mandalay Bay Events Center              |  |
| 3. August 2009    | San Jose             | Vereinigte Staaten      | HP Pavilion at San Jose                 |  |
| 4. August 2009    | Sacramento           | Vereinigte Staaten      | Power Balance Pavillon                  |  |
| 5. August 2009    | Fresno               | Vereinigte Staaten      | Save Mart Center                        |  |
| 7. August 2009    | Los Angeles          | Vereinigte Staaten      | Staples Center                          |  |
| 8. August 2009    | Los Angeles          | Vereinigte Staaten      | Staples Center                          |  |
| 9. August 2009    | Los Angeles          | Vereinigte Staaten      | Staples Center                          |  |
| 11. August 2009   | Phoenix              | Vereinigte Staaten      | Jobing.com Arena                        |  |
| 13. August 2009   | San Antonio          | Vereinigte Staaten      | AT&T Center                             |  |
| 14. August 2009   | Houston              | Vereinigte Staaten      | Toyota Center                           |  |
| 15. August 2009   | New Orleans          | Vereinigte Staaten      | New Orleans Arena                       |  |
| 16. August 2009   | Birmingham           | Vereinigte Staaten      | Birmingham-Jefferson Convention Complex |  |
| 18. August 2009   | Tampa                | Vereinigte Staaten      | St. Pete Times Forum                    |  |
| 19. August 2009   | Fort Lauderdale      | Vereinigte Staaten      | BankAtlantic Center                     |  |
| 21. August 2009   | Charlotte            | Vereinigte Staaten      | Time Warner Cable Arena                 |  |
| 22. August 2009   | Atlanta              | Vereinigte Staaten      | Philips Arena                           |  |
| 23. August 2009   | Lexington            | Vereinigte Staaten      | Rupp Arena                              |  |
| 25. August 2009   | Nashville            | Vereinigte Staaten      | Bridgestone Arena                       |  |
| 26. August 2009   | Columbus             | Vereinigte Staaten      | Nationwide Arena                        |  |
| 27. August 2009   | Cleveland            | Vereinigte Staaten      | Quicken Loans Arena                     |  |
| 29. August 2009   | Montreal             | Kanada                  | Centre Bell                             |  |
| 30. August 2009   | Toronto              | Kanada                  | Rogers Centre                           |  |
| 31. August 2009   | Ottawa               | Kanada                  | Scotiabank Place                        |  |
| 9. Oktober 2009   | Uncasville           | Vereinigte Staaten      | Mohegan Sun Arena                       |  |
| 10. Oktober 2009  | Uncasville           | Vereinigte Staaten      | Mohegan Sun Arena                       |  |
| Karibik           |                      |                         |                                         |  |
| 25. Oktober 2009  | Santo Domingo        | Dominikanische Republik | Estadio Olímpico Félix Sánchez          |  |
| Südamerika        |                      |                         |                                         |  |
| 27. Oktober 2009  | Caracas              | Venezuela               | Hipodromo La Rinconada                  |  |
| Mittelamerika     |                      |                         |                                         |  |
| 28. Oktober 2009  | Panama-Stadt         | Panama                  | Figali Convention Center                |  |
| Nordamerika       |                      |                         |                                         |  |
| 30. Oktober 2009  | Guadalajara          | Mexiko                  | Estadio Tres de Marzo                   |  |
| 31. Oktober 2009  | Mexiko-Stadt         | Mexiko                  | Foro Sol                                |  |
| Europa            |                      |                         |                                         |  |
| 3. November 2009  | Mailand              | Italien                 | Mediolanum Forum                        |  |
| 4. November 2009  | Pesaro               | Italien                 | Adriatic Arena                          |  |
| 6. November 2009  | Turin                | Italien                 | Palasport Olimpico                      |  |
| 10. November 2009 | Bilbao               | Spanien                 | Bizkaia Arena                           |  |
| 11. November 2009 | Madrid               | Spanien                 | Palacio de Deportes                     |  |
| 13. November 2009 | Rotterdam            | Niederlande             | Ahoy Rotterdam                          |  |
| 14. November 2009 | Antwerpen            | Belgien                 | Sportpaleis                             |  |
| 15. November 2009 | Köln                 | Deutschland             | Palladium                               |  |
| 17. November 2009 | Birmingham           | England                 | LG Arena                                |  |
| 18. November 2009 | Newcastle            | England                 | Metro Radio Arena                       |  |
| 20. November 2009 | London               | England                 | Wembley Arena                           |  |
| 21. November 2009 | London               | England                 | Wembley Arena                           |  |
| 22. November 2009 | Manchester           | England                 | M.E.N. Arena                            |  |
| 24. November 2009 | Dublin               | Irland                  | The O2                                  |  |
| 26. November 2009 | Paris                | Frankreich              | Palais Omnisports de Paris-Bercy        |  |
| Karibik           |                      |                         |                                         |  |
| 13. Dezember 2009 | San Juan             | Puerto Rico             | José Miguel Agrelot Coliseum            |  |

### Abgesagte Konzerte
Das Konzert in Zürich, welches am 7. November stattfinden sollte, musste aufgrund einer Atemwegsinfektion der Nase und des Halses, an der Bandmitglied Nick Jonas litt, abgesagt werden. Das Konzert war das einzige der gesamten Tour, welches abgesagt werden musste.
| Europa           |        |         |
| 7. November 2009 | Zürich | Schweiz |

## Awards
Die Tour gewann folgenden Award:
| Tabellarische Übersicht der Auszeichnungen und Nominierungen | Tabellarische Übersicht der Auszeichnungen und Nominierungen | Tabellarische Übersicht der Auszeichnungen und Nominierungen | Tabellarische Übersicht der Auszeichnungen und Nominierungen | Tabellarische Übersicht der Auszeichnungen und Nominierungen |
| Jahr                                                         | Auszeichnung                                                 | Für                                                          | Kategorie                                                    | Resultat                                                     |
| ------------------------------------------------------------ | ------------------------------------------------------------ | ------------------------------------------------------------ | ------------------------------------------------------------ | ------------------------------------------------------------ |
| 2009                                                         | Billboard Touring Awards                                     | Jonas Brothers World Tour 2009                               | Eventful Fans’ Choice Award                                  | Gewonnen                                                     |